# LED燈

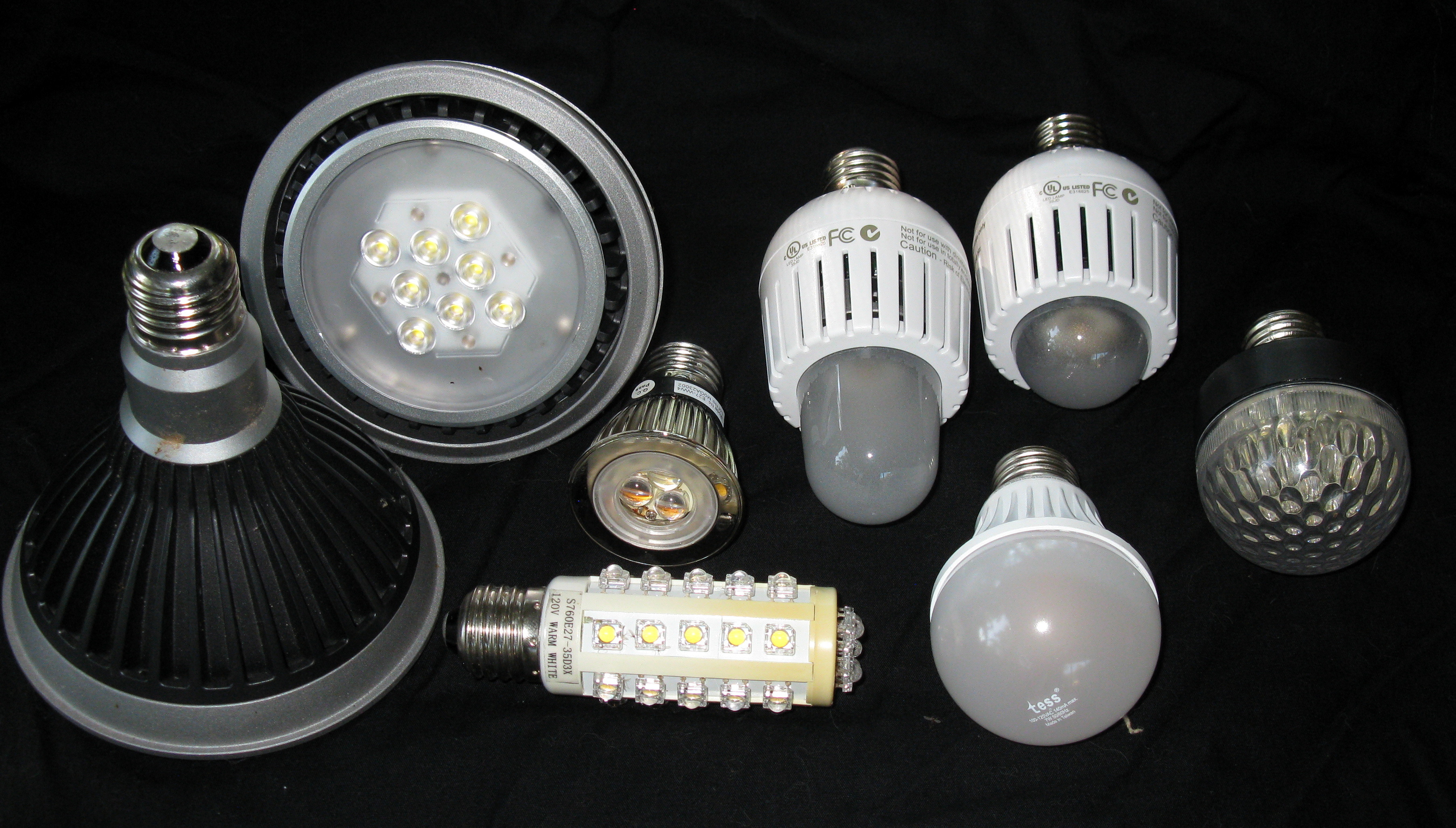
各種已推出市場的LED燈泡，用以取代傳統燈泡的螺口燈座，包括泛光燈（左和左上）、一般家用燈（中偏右和下）和低功率的裝飾燈（右）。

LED燈是指利用發光二極管（LED）作為光源的燈，一般使用半导体LED制成。LED灯的寿命和发光效率可达白炽灯的几倍，和一体式荧光灯相比也高出不少，其中Cree等厂家更是号称能达到300流明/瓦特的效率。
單顆發光二極管的光度比傳統白炽灯和省電燈泡低很多，所以一個燈泡通常會包含多顆發光二極管。近年，二極管技術提高，高功率、高光度的發光二極管陸續上市，使得這類燈泡漸有取代其他傳統光源之勢。已有廠商推出單顆設計的照明用高功率LED晶片，只需100瓦的電力，就能發出7,527流明的光度。除了用於專為LED所設計的燈具外，LED也可在加裝轉換電路與相關的穩定裝置後，製成與其他光源兼容的燈泡，安裝於傳統光源的燈具中。
由於二極管是使用直流電（DC）驅動，所以LED燈泡內通常設有電路，以將日常使用的交流電（AC）轉為直流電，以供電給泡內的LED。此外，高溫會損壞LED，故LED燈泡一般會配以散熱片等散熱配件。LED燈泡壽命長、能源效益高，主要缺點在於初期的購置成本比螢光燈等傳統照明光源高。

## 技術簡介

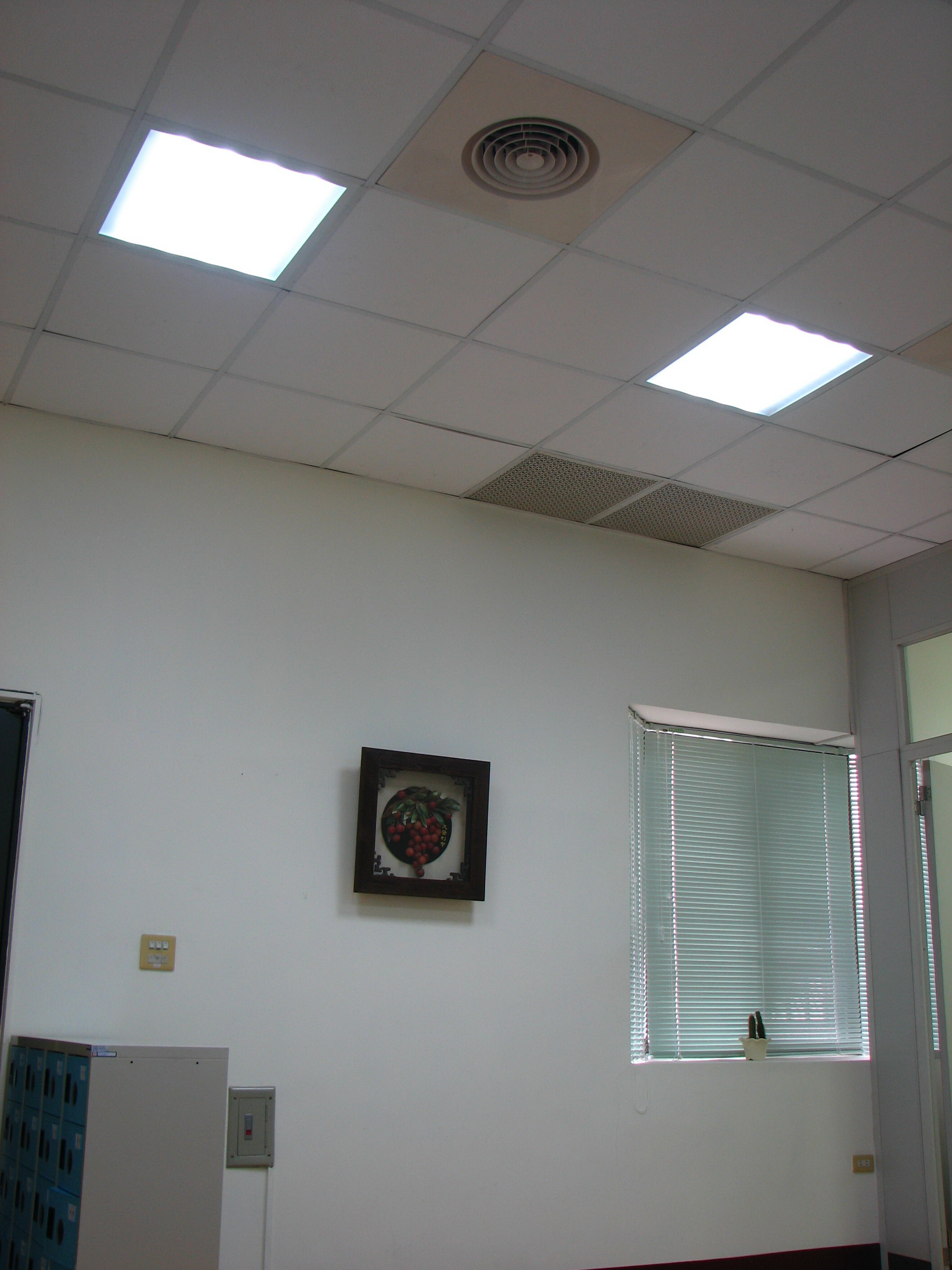
配以LED燈的輕鋼架天花板

一般照明會使用白光，由不同波長的光所組成。但LED只能發出波長相距很少的光，故帶有顏色。不同的LED，其半導體材料的能隙不同，故發出不同顏色的光。要製造白光LED，有兩個方法：將紅、綠和藍三色的LED混合，或者用磷來轉變光的顏色。
第一種方法（RGB-LEDs）用多顆LED，每顆發出不同波長的光，LED間波長相距很少，所以形成了一條白光譜。其優點是每顆LED的光度可獨立調校，造出不同顏色，但製作成本很高。
第二種方法（螢光粉轉換白光發光二極體 (pcLEDs），利用短波長LED（通常是藍或紫外光），磷會吸收部分藍光，發出一個闊光譜的白光。這個原理跟螢光燈利用磷發出白光相似。這個方法成本較低，演色性指數 (CRI）高，但不能隨意改變其發光特性，而且會減低效能。這種燈具價錢低且表現中等，這種技術今常用於一般照明。

### 驅動電路
LED是一個低電壓的半導體產品，過高的電壓會導致損壞，不能直接由標準的交流電驅動，需要額外電路來控制電壓和電流供應。這個電路包括一連串的二極管和電阻，以控制電壓的極性和限制電流。
但這種方法會使多餘的電壓轉化為熱而流失。將多顆LED串聯可以減少電壓損失，但一顆LED故障則整串不會發光。幾串的LED會並聯使用，使其更加可靠。現實中，三串或以上的LED會並聯使用。
用於居家和辦公場所的照明時，一顆燈內會多顆LED，以解決單顆LED光度不足的問題。如果使用顏色混合的方法，會造成顏色分佈不均。因為調較出來的白光LED的顏色平衡並非最佳。而且，不同種類LED的老化速度均會不同，亦會導致不平均的顏色輸出。一顆燈泡裡通常包括一組LED、驅動的電子電路、一塊散熱片和光學零件（如玻璃）。

#### 基本電路
一般照明LED燈，會包含多顆LED，並以以下三種基本接法連接起來。
串聯
數顆LED串聯起來，只有一個電阻限制電流。一顆LED開路故障時，整個電路就變成斷路，整串不能發光；短路故障時，其他LED的電流電壓均會增加。
并联
數顆LED並聯起來，每顆LED都需要一個電阻限制電流。每一顆LED均是獨立驅動。開路故障時，其他LED能正常發光；短路故障時，整個電路變成短路，不會發光。
混合
混合了串聯和並聯的方法，由一個串聯電路，包含了數個並聯的部分。短路故障時，即使有一顆LED發生故障，其他LED依然會維持發光；開路故障時，除了故障的並聯部分外會維持發光。
雖然上述的電路能在某些LED故障時發光，但由於故障時其他LED，均會超過額定的電流電額，會減低壽命，故最好遇到故障時整個組件換掉。

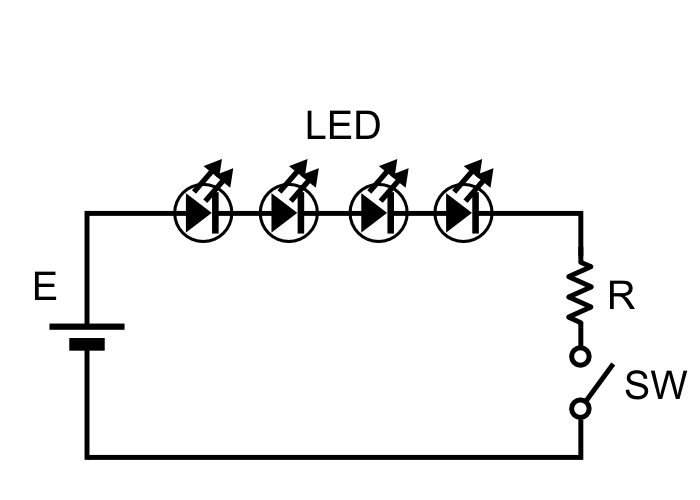
串聯
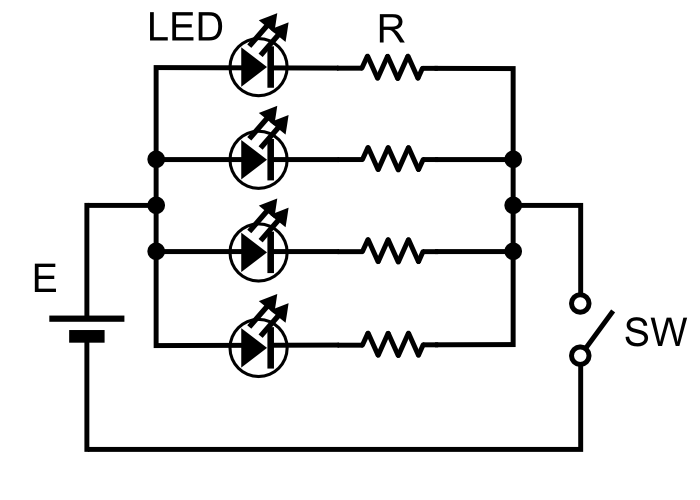
並聯
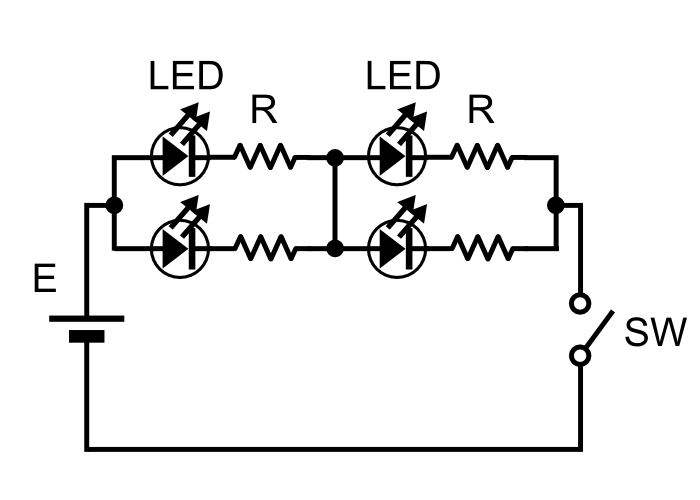
混合

#### 額定正電壓
物理條件：Ta＝25℃ If＝20mA。
- 紅色LED：Vf:2.1 - 2.6V
- 綠色LED：Vf:3.3 - 3.9V
- 藍色LED：Vf:3.2 - 4.0V
- 白色LED：Vf:3.1 - 4.0V

### 省電
LED燈比一般家用的鎢絲燈省電高60%。

## 應用

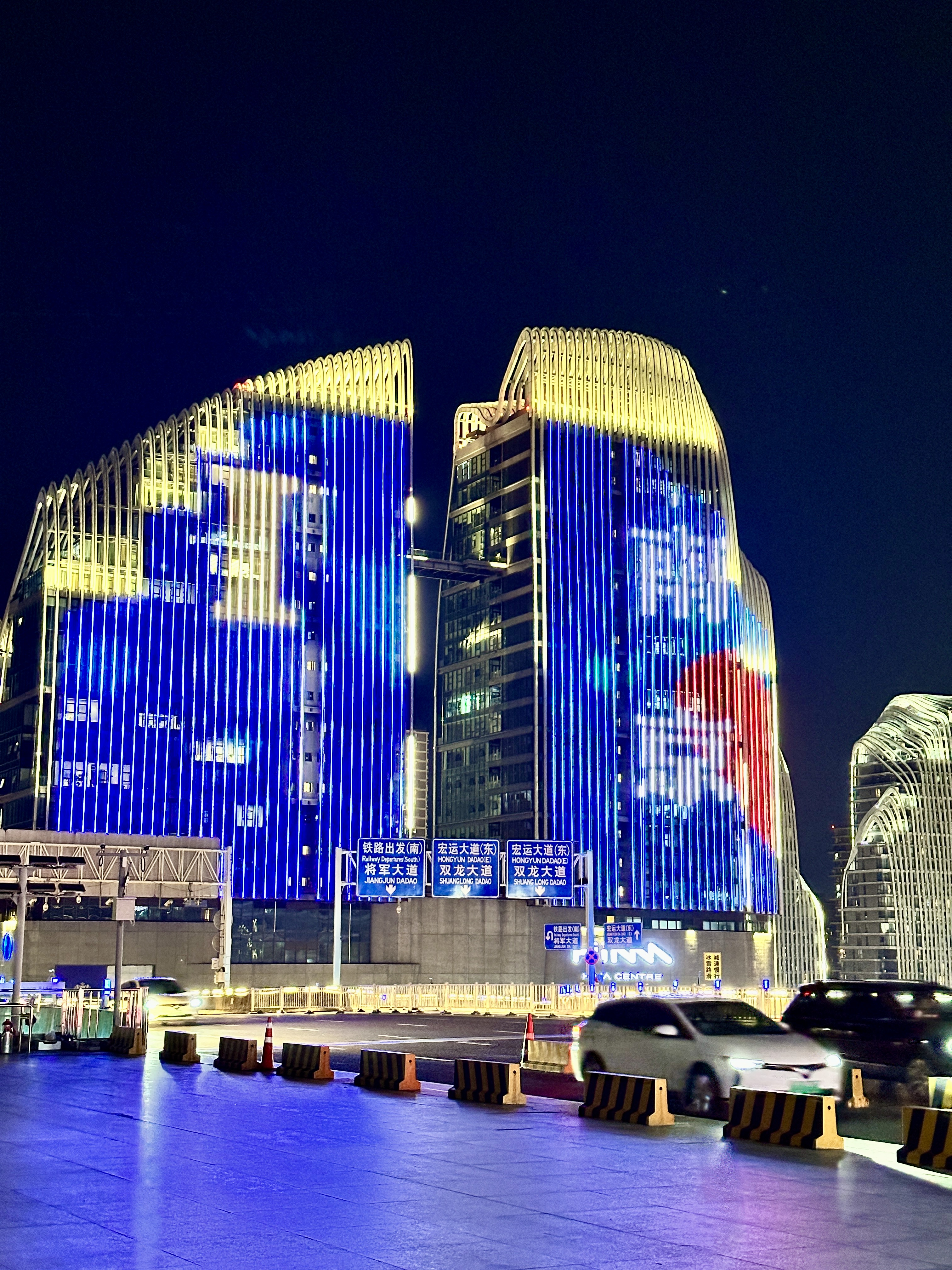
中国南京市一座建筑的夜景LED彩灯展示动态图案

一般和特殊照明均可使用LED燈。傳統的顏色光燈通常是在發出白光的燈上，加上濾鏡，隔走其他顏色所造成，導致能源效益低下。但LED可以發出單色光，不用濾鏡。
與螢光燈相比，LED燈不含汞、即開即亮、常開常關無損壽命，及較難打破，均比螢光燈優勝。
白光LED燈壽命長、相對用電少。LED體積小，設計燈具時不但更有彈性，而且用較小的反射鏡和透鏡，就能輕而易舉地把光分佈平均，甚至不會減低能源效益。
LED燈沒有玻璃管，內部零件裝嵌穩妥，不易受震盪和撞擊影響。有些驅動電路的設計，可使LED燈調節光暗，而且所需電流沒有下限，也能維持燈的運作，故可調節的範圍很大。
顏色混合LED可以利用轉變不同顏色的光度比例，故可隨意調校出多種顏色，用來製造各種顏色的燈。和其他的照明技術相比，LED的光照射角度一般較小。這種特性有好有壞，視乎需要而定。當光需要散開時，則需另外加設散光器，或用多顆LED覆蓋不同方位。

## 植物用燈
2010年，LED燈成為了園藝界和農業的熱門話題。美國太空總署率先在太空使用LED燈栽種，其後家用和商業的室內園藝也跟隨。這些栽種專用燈經特別設計，其光波剛好是葉綠素吸收的波長，促進生長之餘，亦減少植物不吸收的光波而造成的浪費。在可見光譜中，光合作用只需紅藍兩色，所以這些燈的設計都有這兩種顏色。比起同類產品，這些LED燈能提供同樣光度、不需鎮流器、而且發熱比氣體放電燈少得多，用於室內栽種十分適合。發熱少能減少蒸散作用，從而減少灌溉次數。

## 家用LED燈

### 大小與接口
部分常用燈頭規格：
E14小螺絲頭
E27大螺絲頭
B22釘頭

### LED燈泡
很多LED燈均可取代螺旋式熱熾燈或省電燈泡，由5-40瓦特，低功率的熱熾燈，至60瓦特（只需約7瓦特電力）。截至2010年，有些燈甚至能取代更高功率的燈泡，例如一顆13瓦特的燈泡就與100瓦特熱熾燈的光度相約（一般的熱熾燈光效標準，約為14至17流明/瓦特，視乎其大小和電壓而定。根據歐盟標準，一顆與60瓦特熱熾燈等效的「節能燈泡」，最少要能輸出806流明）。
多數的LED燈泡都是設計成不可調暗的，但亦有些能配合調光器操作，而且光照角度較窄。由2010年起，這些燈泡開始由30至50美元的價錢下跌。LED燈泡比省電燈泡更省電，若散熱合宜，壽命長達30000小時。熱熾燈一般都只有1000小時壽命，省電燈泡亦只有大約8000小時。故LED燈泡能使用大約25至30年，而且光度的隨年月衰減很少。能源之星標準訂明燈泡使用6000小時後，光度衰減應在10%之內，最差不可超過15%。不像螢光燈，LED燈泡都是無汞的。LED燈泡亦有不同顏色選擇。售價雖然較高，但電力和維護費用較低，可互相抵消。

### LED燈管
將LED封裝成傳統螢光燈管型式的LED燈管近幾年也慢慢開始普及。
與傳統燈具相比，LED燈具不需要起動器與安定器，能源效率較高。

## 特殊用途

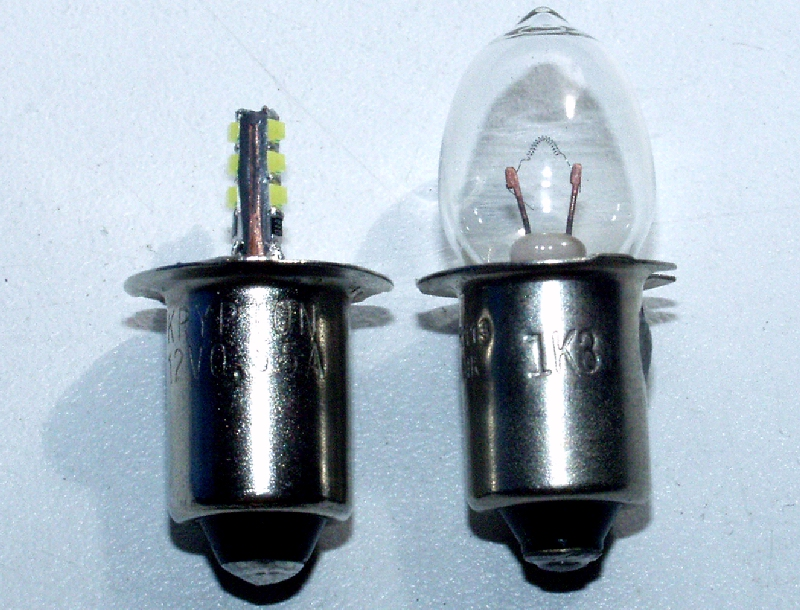
LED電筒燈泡（左），可取代同款熱熾燈（右）

白光LED燈泡具高效能，在低功耗的市場（如手電筒、太陽能花園燈和行人路燈、自行車燈等）有領導地位。單色LED燈常用來造交通燈和節日燈飾。
2010年代起，汽車與鐵路車輛的燈具也逐漸使用LED燈，一些高價車款的頭燈也逐漸以LED燈取代傳統鹵素燈以及高強度氣體放電燈（HID燈）。

## 技術比較
| 售价                                       | $0.41 | $1.17 | $0.99  | $3.99  |
| 功率（瓦特）                               | 60    | 43    | 14     | 8.5    |
| 平均光通（流明）                           | 860   | 750   | 775    | 800    |
| 光效（流明/瓦特）                          | 14.3  | 17.4  | 55.4   | 94.1   |
| 色温（开尔文）                             | 2700  | 2920  | 2700   | 2700   |
| 演色性（CRI）                              | 100   | 100   | 82     | 80     |
| 寿命（小时）                               | 1,000 | 1,000 | 10,000 | 15,000 |
| 可用年数（每天6小时）                      | 0.46  | 0.46  | 4.6    | 6.8    |
| 20年电费（0.11美元/KWh）                   | $289  | $207  | $67    | $41    |
| 20年总开支                                 | $307  | $259  | $70    | $53    |
| （按白炽灯亮度比例折合）                   | $307  | $297  | $78    | $57    |
| 基于每日六小时用量计算（20年共43,800小时） |       |       |        |        |

## 侷限
- 散熱需求高

在散熱不良的情況下，LED的壽命會大幅減少。
- 高初期成本

LED價格高，雖然說長期成本可能較低，但是較高的初期成本降低了LED的普及率。
- 演色性有待加強

螢光燈無法完全取代白熾燈的重要原因就是因為螢光燈演色性不佳（白熾燈是連續而且平滑的光譜，演色性指數（CRI）接近100，這樣的光線也有較健康護眼的特色；其他人工光源多屬發射光譜，很難取代白熾燈及陽光）。目前中低階LED的演色性甚至還低於螢光燈。大致上需要用波長組合的方式來模擬。
- 容易有無法察覺但很傷眼的低頻閃爍

許多低價的LED產品，是採用低頻PWM的方式來調節亮度，螢光燈使用這種調光方式相對沒有那麼傷眼，因為螢光燈有餘輝效應，但是沒有餘輝效應的LED燈使用低頻PWM調光就很傷眼。許多無法調整亮度的低價LED照明，其整流變壓電路過於簡陋、造成閃爍，也是很傷眼。
- 無法融雪

LED燈的發熱低於多數傳統戶外光源，在下雪、凍雨及冰霰的情況下反而會造成安全問題。
- 效率仍待加強

LED在低光度下效率極佳，但是當功率提高，效率就沒那麼好，尤其是中低階的大功率LED照明，效率還是比不上T5燈管。
- 生產誤差大

同一批生產的LED，每顆LED之間的特性（亮度、顏色、偏壓…等）也有相當大的差異，必須花費相當成本分出各種 LED。
- 光害問題

2017年，臺灣雲林縣道路兩旁的LED路燈，因照明過亮、時間過長，衍生光害危機，令作物誤將冬季以為夏季，以至於稻子不結穗、包心白菜不會包、玉米又高又粗但不結果、菠菜莖只抽高、不長葉子。
- 混亂生理時鐘

LED街燈的色溫高（甚至是白色）、演色性較低，高色溫代表包含藍光比例越高，而非低色溫的低演色光線則藍光比例更高；反觀傳統街燈的演色性雖差，卻只是黯淡的黃光、可以說不含藍光。高色溫的藍光及白光會讓人腦誤以為現在是白天，LED街燈效率雖然高，但白光LED街燈的流行不只會改變了夜景、也提高了健康風險；若使用低色溫、高演色性的LED街燈，對生理時鐘的影響就較低。

## 標準

### 台灣
- CNS 14115 - 安定器內藏式發光二極體燈泡（一般照明用）—安全性要求
- CNS 15436 - 安定器內藏式發光二極體燈泡（一般照明用）—安全性要求
- CNS 15592 - 光源及光源系統之光生物安全性
- CNS 15630 - 一般照明用安定器內藏式LED燈泡（供應電壓大於50V）— 性能要求
- CNS 15663 - 電機電子類設備降低限用化學物質含量指引

## 延伸閱讀
- Light Emitting Diodes, Second edition （页面存档备份，存于） by E. F. Schubert (Cambridge University Press, 2006) ISBN 0-521-86538-7

## 外部連結
- e-lumen.eu – a website from the European Commission about the second generation of energy-saving lightbulbs
- Notes on LEDs （页面存档备份，存于）, gizmology.net
- LED Wall Washer Lights, wispuled.com
- U. S. Department of Energy, Using Light Emitting Diodes
- U. S. Department of Energy, Solid-State Lighting GATEWAY Demonstration Results
- Detailed spectra plots, of hundreds of LEDs etc, ledmuseum.home.att.net
- Efficient LED lighting in conjunction with low-voltage domestic solar PV and mains （页面存档备份，存于）, earth.org.uk
- "Fans of L.E.D.'s Say This Bulb's Time Has Come" （页面存档备份，存于） New York Times, July 28, 2008